# California Republic (мікстейп The Game)
California Republic — мікстейп американського репера The Game, гостом якого є DJ Skee. Реліз містить пісні, записані з участю Ріка Росса, Busta Rhymes, DJ Khaled, 2 Chainz, French Montana, Fabolous, Trey Songz, Снупа Доґґа, Shyne, Nipsey Hussle, Теяни Тейлор, Mysonne, Дрейка, Lil Wayne та ін. Пісня «She Want to Have My Baby» також потрапила до попереднього мікстейпу Hood Morning (No Typo): Candy Coronas. Наразі має платиновий статус на DatPiff (за критеріями сайту), його завантажили понад 328 тис. разів.
Цей запис є першим релізом із часів третього студійного альбому LAX, на якому ім'я виконавця вжито з артиклем «the». Обкладинку мікстейпу зроблено під впливом прапора Каліфорнії, прообразом котрого є Ведмежий прапор Каліфорнійської республіки. На «Hit the J» існує відеокліп.

## Список пісень
| №  | Назва | Продюсер(и)                   | Тривалість |
| -- | --- | ----------------------------- | ---------- |
| 1  | «God Speed» (з участю Mele)                                                                                          | Tre Beatz                     | 6:09       |
| 2  | «Red Bottom Boss» (з участю Rick Ross)                                                                               | Just Blaze                    | 3:26       |
| 3  | «The Drill» (з участю Ace Hood та Meek Mill)                                                                         | Cool & Dre                    | 3:54       |
| 4  | «Hit the J» (з участю Lifestyle)                                                                                     | Cool & Dre                    | 3:30       |
| 5  | «Mean Muggin» (з участю 2 Chainz та French Montana)                                                                  | Cool & Dre                    | 3:09       |
| 6  | «Yonkers Freestyle Base» (з участю Nobody)                                                                           | Tyler, The Creator            | 2:23       |
| 7  | «Death Penalty» (з участю Fabolous, Eric Bellinger та Slim Thug)                                                     | Lex Luger                     | 4:20       |
| 8  | «Bottles and Rockin J's (Remix)» (з участю DJ Khaled, Busta Rhymes, Rick Ross, Fabolous, Lil Wayne та Teyana Taylor) | Lex Luger                     | 5:34       |
| 9  | «Tonight» (з участю Mele)                                                                                            | Tre Beatz                     | 4:27       |
| 10 | «Greystone» (з участю Fat Joe, Young Chris та Sam Hook)                                                              | Cool & Dre                    | 3:20       |
| 11 | «Pussy Money Weed» (з участю Kid Red, Lifestyle та Ben J)                                                            | Trigga                        | 2:54       |
| 12 | «Gone Ahead» (з участю Sam Hook)                                                                                     | Sam Kalandjian                | 3:19       |
| 13 | «Now That I'm Paid» (з участю Rick Ross та Mele)                                                                     | Cyfyre                        | 3:41       |
| 14 | «Skate On» (з участю Lupe Fiasco)                                                                                    | Infamous                      | 4:09       |
| 15 | «When My Niggas Come Home» (з участю Pharrell та Snoop Dogg)                                                         | The Neptunes                  | 4:32       |
| 16 | «It Must Be Tough» (з участю Pharrell та Mysonne)                                                                    | The Neptunes                  | 4:21       |
| 17 | «She Want to Have My Baby» (з участю Trey Songz)                                                                     | Trey Songz                    | 4:21       |
| 18 | «Come Up» (з участю Drake та Lifestyle)                                                                              | Boi-1da                       | 3:36       |
| 19 | «Cats and Dogs» (з участю Kobe)                                                                                      | King David                    | 5:51       |
| 20 | «The Logo» (з участю Lifestyle, Cyssero та Mele)                                                                     | Tre Beatz                     | 4:12       |
| 21 | «The Best Revenge» (з участю Lyfe Jennings та Denise Janae)                                                          | Young Yonny, Orlando та Tsass | 3:03       |
| 22 | «They Don't Want None» (з участю Shyne та Pharrell)                                                                  | The Neptunes                  | 3:40       |
| 23 | «Bills Is Paid» (з участю Nipsey Hussle та Sam Hook)                                                                 | Mars                          | 5:00       |
| 24 | «Roll My Shit» (з участю Snoop Dogg та Pharrell)                                                                     | The Neptunes                  | 4:39       |